# 中福良町
中福良町（なかふくらちょう）は、鹿児島県薩摩川内市の町。旧薩摩郡川内町中福良町、川内市中福良町。郵便番号は895-0042。人口は880人、世帯数は355世帯（2020年10月1日現在）。

## 地理
薩摩川内市の本土側の南西部、隈之城川支流木場谷川の上流域に位置している。字域の北方から東部にかけては隈之城町、南部には尾白江町、都町、西部には青山町がそれぞれ接している。
字域の中央部を国道3号隈之城バイパスが南北に通り、鹿児島県道313号荒川川内線が東西に通っている。また、県道313号に沿って南端部を木場谷川が東西に流れている。北部にある台地は畑地として利用されている。
1980年代頃に地内の成岡で隈之城バイパスを建設中に旧石器時代から近世頃のものだと思われる集落跡が見つかり、土器片や石器、陶磁器が発掘されている。

### 字名の由来
「中福良町」という字名は川内町大字西手の小字「中福良」に由来している。

## 歴史
1940年（昭和15年）2月10日に鹿児島県公報に掲載され、同日に施行された「 薩摩郡川内町、町名改稱竝區域變更」（鹿児島県告示）により「大字西手ヲ廢止シ其ノ區域中（中略）字長野ノ内（番地一覧略）　字霧島ノ内（番地一覧略）　字上原、松迫、西平、成岡、一町丸、畑江、橋口、坂元、石原、川添、菖蒲毛、立石、集ノ區域ヲ中福良町（ナカフクラチヨウ）ト」することが鹿児島県知事によって許可され、薩摩郡川内町大字西手のうち字長野（一部）　字霧島（一部）　字上原、松迫、西平、成岡、一町丸、畑江、橋口、坂元、石原、川添、菖蒲毛、立石、集の区域を以て川内町の町「中福良町」が設置された。翌日の2月11日には薩摩郡川内町が単独で市制施行し川内市となった。
2004年（平成16年）10月12日に川内市、東郷町、入来町、祁答院町、樋脇町、下甑村、上甑村、鹿島村、里村が新設合併し薩摩川内市が設置された。この市町村合併に伴い設置された法定合併協議会において川内市の町・字については「現行通りとする。」と協定されたため、名称の変更は行われずに薩摩川内市の町となった。

### 字域の変遷
| 変更後           | 変更年             | 変更後           |
| ---------------- | ------------------ | ---------------- |
| 中福良町（新設） | 1940年（昭和15年） | 大字西手（一部） |

## 人口
以下の表は国勢調査による小地域集計が開始された1995年以降の人口の推移である。
| 年                 | 人口 |
| ------------------ | ---- |
| 1995年（平成7年）  | 926  |
| 2000年（平成12年） | 904  |
| 2005年（平成17年） | 792  |
| 2010年（平成22年） | 795  |
| 2015年（平成27年） | 756  |
| 2020年（令和2年）  | 880  |

## 施設

### 公共
- 中福良公民館
- 中福良上公民館

### 寺社
- 矢武者神社

## 小・中学校の学区
市立小・中学校に通う場合、学区（校区）は以下の通りとなる。
| 大字     | 番地 | 小学校                   | 中学校                   |
| -------- | ---- | ------------------------ | ------------------------ |
| 中福良町 | 全域 | 薩摩川内市立隈之城小学校 | 薩摩川内市立川内南中学校 |

## 交通

### 鉄道
字域内には駅は所在していない。最寄りの駅は隈之城駅である。

### 道路
一般国道
- 国道3号隈之城バイパス

一般県道
- 鹿児島県道313号荒川川内線